# Saint-André, Gers
 Saint-André  là một xã của tỉnh Gers, thuộc vùng Occitanie, tây nam nước Pháp.